# Victoria Rowell
Victoria Lynn Rowell (Portland, Maine, 10 de mayo de 1959) es una actriz y productora estadounidense. Rowell empezó su carrera en el modelaje antes de hacer su debut en el cine en la comedia de 1987 Leonard Part 6. En 1990, Rowell se unió al reparto de la telenovela The Young and the Restless, interpretando el papel de Drucilla Winters. Por esta interpretación recibió tres nominaciones a los premios Daytime Emmy. Abandonó el programa en 2007. Rowell también es reconocida por su interpretación de la doctora Amanda Bentley en el drama médico Diagnosis: Murder (1993-2001). Entre 1993 y 2000, la actriz apareció simultáneamente en ambas series.
Protagonizó junto a Eddie Murphy la película de 1992 Su distinguida señoría y más tarde apareció en los filmes Dumb and Dumber (1994), Barb Wire (1996) y Eve's Bayou (1997).

## Filmografía

### Cine
| Año  | Título                      | Papel               | Notas                          |
| ---- | --------------------------- | ------------------- | ------------------------------ |
| 1987 | Leonard Part 6              | Joan Parker         |                                |
| 1992 | The Distinguished Gentleman | Celia Kirby         |                                |
| 1993 | Full Eclipse                | Anna Dire           | Telefilme                      |
| 1994 | Secret Sins of the Father   | Yolanda Seeley      | Telefilme                      |
| 1994 | Dumb and Dumber             | Beth Jordan         |                                |
| 1995 | One Red Rose                | Rose                |                                |
| 1996 | Barb Wire                   | Cora D              |                                |
| 1996 | Dr. Hugo                    | Stevie Hobbs        | Cortometraje                   |
| 1997 | Eve's Bayou                 | Stevie Hobbs        |                                |
| 1998 | Secrets                     |                     | Cortometraje                   |
| 1999 | Fraternity Boys             |                     |                                |
| 1999 | A Wake in Providence        | Alissa              |                                |
| 2001 | Orgullo de raza             | Josette Metoyer     |                                |
| 2002 | A Town Without Pity         | Dra. Amanda Bentley | Telefilme                      |
| 2003 | Without Warning             | Dra. Amanda Bentley | Telefilme                      |
| 2003 | Black Listed                | Patricia Chambers   |                                |
| 2004 | Motives                     | Detective Pierce    |                                |
| 2005 | A Perfect Fit               | Sheila              |                                |
| 2005 | Midnight Clear              | Angela Pressmore    | Cortometraje                   |
| 2006 | Home of the Brave           | Penelope Marsh      |                                |
| 2007 | Polly and Marie             | Rebecca McCaw       |                                |
| 2008 | Of Boys and Men             | Janay               |                                |
| 2011 | Death in the Family         | Vicky Turner        | También productora             |
| 2013 | Marry Me for Christmas      | Stephanie           | Telefilme                      |
| 2014 | I Love You                  | Barbara Mutch       | También productora y escritora |
| 2014 | The Fright Night Files      | Alexa               | Telefilme                      |
| 2015 | What Love Will Make You Do  | Sheila Boston       | También productora             |
| 2016 | Soul Ties                   | Maybelle            |                                |
| 2024 | Summer Camp                 | Evelyn              |                                |